# 1. Fußball-Club Magdeburg 2017-2018
Questa voce raccoglie le informazioni riguardanti il 1. Fußball-Club Magdeburg nelle competizioni ufficiali della stagione 2017-2018.

## Stagione
Nella stagione 2017-2018 il Magdeburgo, allenato da Jens Härtel, concluse il campionato di 3. Liga al 1º posto e fu promosso in 2. Bundesliga. In Coppa di Germania il Magdeburgo fu eliminato al secondo turno dal Borussia Dortmund.

## Rosa
| N. |                     | Ruolo | Calciatore         |
| -- | ------------------- | ----- | ------------------ |
| 1  | Germania (bandiera) | P     | Jan Glinker        |
| 3  | Germania (bandiera) | D     | Christopher Handke |
| 4  | Germania (bandiera) | D     | Leon Heynke        |
| 5  | Germania (bandiera) | D     | Felix Schiller     |
| 6  | Germania (bandiera) | C     | Björn Rother       |
| 7  | Germania (bandiera) | A     | Felix Lohkemper    |
| 8  | Germania (bandiera) | C     | Philip Türpitz     |
| 9  | Germania (bandiera) | D     | Marcel Costly      |
| 10 | Germania (bandiera) | D     | Nico Hammann       |
| 11 | Germania (bandiera) | A     | Christian Beck     |
| 12 | Germania (bandiera) | P     | Mario Seidel       |
| 13 | Germania (bandiera) | C     | Dennis Erdmann     |
| 14 | Germania (bandiera) | D     | Steffen Schäfer    |

| N. |                     | Ruolo | Calciatore              |
| -- | ------------------- | ----- | ----------------------- |
| 15 | Germania (bandiera) | C     | Tobias Schwede          |
| 16 | Germania (bandiera) | D     | Nils Butzen             |
| 17 | Germania (bandiera) | C     | Marius Sowislo          |
| 18 | Germania (bandiera) | C     | Florian Pick            |
| 19 | Germania (bandiera) | D     | Michel Niemeyer         |
| 20 | Germania (bandiera) | C     | Andreas Ludwig          |
| 21 | Germania (bandiera) | A     | Julius Düker            |
| 22 | Canada (bandiera)   | D     | André Hainault          |
| 23 | Francia (bandiera)  | C     | Charles-Elie Laprévotte |
| 24 | Germania (bandiera) | C     | Tarek Chahed            |
| 26 | Germania (bandiera) | C     | Gerrit Müller           |
| 30 | Germania (bandiera) | P     | Alexander Brunst        |
| 37 | Germania (bandiera) | D     | Richard Weil            |

## Organigramma societario
Area tecnica
- Allenatore: Jens Härtel
- Allenatore in seconda: Silvio Bankert, Ronny Thielemann, Kevin Waliczek
- Preparatore dei portieri: Matthias Tischer
- Preparatori atletici: Dirk Keller, Mandy Rosenschon

## Calciomercato

### Sessione estiva
| Acquisti | Acquisti         | Acquisti        | Acquisti |
| R.       | Nome             | da              | Modalità |
| -------- | ---------------- | --------------- | -------- |
| P        | Alexander Brunst | Wolfsburg II    |          |
| C        | Dennis Erdmann   | Hansa Rostock   |          |
| A        | Felix Lohkemper  | Magonza II      |          |
| C        | Andreas Ludwig   | Utrecht         |          |
| C        | Florian Pick     | Kaiserslautern  |          |
| C        | Björn Rother     | Werder Brema II |          |
| P        | Mario Seidel     | Erzgebirge Aue  |          |
| C        | Philip Türpitz   | Chemnitz        |          |

| Cessioni | Cessioni              | Cessioni           | Cessioni |
| R.       | Nome                  | a                  | Modalità |
| -------- | --------------------- | ------------------ | -------- |
| P        | Lukas Cichos          | Zwickau            |          |
| C        | Piotr Ćwielong        | GKS Tychy          |          |
| A        | Manuel Farrona-Pulido | Fortuna Colonia    |          |
| C        | Florian Kath          | Friburgo           |          |
| D        | Hendrik Kuhnhold      | Magdeburgo U19     |          |
| C        | Jan Löhmannsröben     | Carl Zeiss Jena    |          |
| D        | Lukás Novy            | VfB Auerbach       |          |
| D        | Steffen Puttkammer    | Meppen             |          |
| C        | Ahmed Waseem Razeek   | Rot-Weiß Erfurt    |          |
| C        | Nils Schätzle         | Kaiserslautern U19 |          |
| D        | Moritz Sprenger       | Wolfsburg II       |          |
| P        | Leopold Zingerle      | Paderborn          |          |

### Sessione invernale
| Acquisti | Acquisti      | Acquisti   | Acquisti |
| R.       | Nome          | da         | Modalità |
| -------- | ------------- | ---------- | -------- |
| D        | Marcel Costly | Magonza II |          |

| Cessioni | Cessioni | Cessioni | Cessioni |
| R.       | Nome     | a        | Modalità |
| -------- | -------- | -------- | -------- |

## Risultati

### 3. Liga

#### Girone di andata
| Arbitro: | Brand |

|                                            |           |               |
| Schiek 44’ Gyau 57’ Hägele 72’ Özdemir 89’ | Marcatori | 85’ Lohkemper |

| Arbitro: | Schlager |

|                              |           |  |
| Niemeyer 4’ Türpitz 27’, 28’ | Marcatori |  |

| Arbitro: | Storks |

|           |           |                               |
| Girth 18’ | Marcatori | 5’ (rig.) Ludwig 65’ Niemeyer |

| Arbitro: | Dingert |

|                            |           |            |
| Schwede 7’ Weil 10’ (rig.) | Marcatori | 80’ Bytyqi |

| Arbitro: | Alt |

|  |           |              |
|  | Marcatori | 65’ Niemeyer |

| Arbitro: | Winter |

|                                                        |           |              |
| Erdmann 38’ Düker 78’ Türpitz 81’ (rig.) Lohkemper 90’ | Marcatori | 43’ Jacobsen |

| Arbitro: | Hartmann |

|                           |           |  |
| Türpitz 43’ Lohkemper 68’ | Marcatori |  |

| Arbitro: | Fritsch |

|                                    |           |             |
| Frick 22’ König 41’ Antonitsch 63’ | Marcatori | 45’ Sowislo |

| Arbitro: | Brand |

|          |           |  |
| Beck 62’ | Marcatori |  |

| Arbitro: | Bacher |

|  |           |             |
|  | Marcatori | 80’ Schwede |

| Arbitro: | Willenborg |

|                         |           |  |
| Türpitz 36’ Hammann 85’ | Marcatori |  |

| Arbitro: | Petersen |

|  |           |                               |
|  | Marcatori | 14’ Rother 22’ (rig.) Türpitz |

| Arbitro: | Osmers |

|  |           |                                |
|  | Marcatori | 2’ Hagn 44’ Hain 65’ Dombrowka |

| Arbitro: | Kampka |

|              |           |  |
| Wanitzek 40’ | Marcatori |  |

| Magdeburgo 4 novembre 2017, ore 14:00 CET 15ª giornata | Magdeburgo | 0 – 0 referto | Wehen Wiesbaden | MDCC-Arena (15 264 spett.)\| Arbitro: \| Gräfe \| |
| Arbitro:                                               | Gräfe      |               |                 |                                                   |

| Arbitro: | Steinhaus-Webb |

|                       |           |                        |
| Keita-Ruel 43’ (rig.) | Marcatori | 16’ Niemeyer 64’ Düker |

| Arbitro: | Jablonski |

|                      |           |                   |
| Beck 8’ Niemeyer 12’ | Marcatori | 67’ (aut.) Handke |

| Arbitro: | Müller |

|                |           |                         |
| Frahn 28’, 78’ | Marcatori | 12’, 21’ Beck 39’ Düker |

| Arbitro: | Cortus |

|                    |           |  |
| Beck 8’ Handke 44’ | Marcatori |  |

#### Girone di ritorno
| Arbitro: | Weickenmeier |

|                                |           |  |
| Niemeyer 7’ Beck 12’ Düker 29’ | Marcatori |  |

| Arbitro: | Storks |

|                                  |           |          |
| Neuhold 70’ Laurito 75’ Huth 88’ | Marcatori | 66’ Beck |

| Magdeburgo 27 gennaio 2018, ore 14:00 CET 22ª giornata | Magdeburgo | 0 – 0 referto | Meppen | MDCC-Arena (16 606 spett.)\| Arbitro: \| Alt \| |
| Arbitro:                                               | Alt        |               |        |                                                 |

| Arbitro: | Müller |

|                  |           |  |
| Ademi 43’ (rig.) | Marcatori |  |

| Arbitro: | Skorczyk |

|                                 |           |             |
| Schwede 13’ Handke 32’ Beck 34’ | Marcatori | 9’ Scherder |

| Arbitro: | Schütz |

|                   |           |                                          |
| Kruska 30’ (rig.) | Marcatori | 6’ (rig.) Türpitz 87’ Butzen 90’ Schwede |

| Arbitro: | Ittrich |

|             |           |  |
| Henning 28’ | Marcatori |  |

| Arbitro: | Heft |

|                       |           |                             |
| Costly 9’ Türpitz 64’ | Marcatori | 15’ (rig.), 84’ (rig.) Bahn |

| Arbitro: | Bacher |

|            |           |          |
| Yeboah 63’ | Marcatori | 61’ Weil |

| Arbitro: | Günsch |

|                                                                 |           |                   |
| Beck 4’ Hainault 12’ Türpitz 14’ Weil 73’ Rother 82’ Costly 84’ | Marcatori | 24’ Schnellbacher |

| Arbitro: | Reichel |

|             |           |                                                           |
| Wolfram 56’ | Marcatori | 16’, 24’ (rig.), 60’ (rig.) Türpitz 35’ Beck 47’ Hainault |

| Arbitro: | Badstübner |

|                         |           |  |
| Türpitz 57’ Schwede 90’ | Marcatori |  |

| Arbitro: | Dingert |

|  |           |             |
|  | Marcatori | 77’ Türpitz |

| Arbitro: | Storks |

|                      |           |  |
| Türpitz 69’ Beck 90’ | Marcatori |  |

| Arbitro: | Jöllenbeck |

|               |           |                      |
| Schäffler 71’ | Marcatori | 54’ Beck 70’ Schwede |

| Arbitro: | Ittrich |

|                               |           |  |
| Türpitz 5’ (rig.) Hammann 33’ | Marcatori |  |

| Arbitro: | Pfeifer |

|  |           |                    |
|  | Marcatori | 32’, 53’ Lohkemper |

| Arbitro: | Weickenmeier |

|                                     |           |           |
| Beck 10’ Laprévotte 17’ Türpitz 22’ | Marcatori | 36’ Frahn |

| Arbitro: | Bacher |

|  |           |            |
|  | Marcatori | 89’ Butzen |

### Coppa di Germania
| Arbitro: | Winkmann |

|                      |           |  |
| Beck 87’ Schwede 90’ | Marcatori |  |

| Arbitro: | Siebert |

|  |           |                                                                 |
|  | Marcatori | 42’ Castro 47’ Isak 73’ (rig.) Jarmolenko 79’ Bartra 90’ Kagawa |

## Statistiche

### Statistiche di squadra
| Competizione      | Punti | In casa | In casa | In casa | In casa | In casa | In casa | In trasferta | In trasferta | In trasferta | In trasferta | In trasferta | In trasferta | Totale | Totale | Totale | Totale | Totale | Totale | DR  |
| Competizione      | Punti | G       | V       | N       | P       | Gf      | Gs      | G            | V            | N            | P            | Gf           | Gs           | G      | V      | N      | P      | Gf     | Gs     | DR  |
| ----------------- | ----- | ------- | ------- | ------- | ------- | ------- | ------- | ------------ | ------------ | ------------ | ------------ | ------------ | ------------ | ------ | ------ | ------ | ------ | ------ | ------ | --- |
| 3. Liga           | 85    | 19      | 15      | 3       | 1       | 41      | 11      | 19           | 12           | 1            | 6            | 29           | 21           | 38     | 27     | 4      | 7      | 70     | 32     | +38 |
| Coppa di Germania | -     | 2       | 1       | 0       | 1       | 2       | 5       | 0            | 0            | 0            | 0            | 0            | 0            | 2      | 1      | 0      | 1      | 2      | 5      | -3  |
| Totale            | 85    | 21      | 16      | 3       | 2       | 43      | 16      | 19           | 12           | 1            | 6            | 29           | 21           | 40     | 28     | 4      | 8      | 72     | 37     | +35 |

### Andamento in campionato
| Giornata  | 1  | 2 | 3 | 4 | 5 | 6 | 7 | 8 | 9 | 10 | 11 | 12 | 13 | 14 | 15 | 16 | 17 | 18 | 19 | 20 | 21 | 22 | 23 | 24 | 25 | 26 | 27 | 28 | 29 | 30 | 31 | 32 | 33 | 34 | 35 | 36 | 37 | 38 |
| --------- | -- | - | - | - | - | - | - | - | - | -- | -- | -- | -- | -- | -- | -- | -- | -- | -- | -- | -- | -- | -- | -- | -- | -- | -- | -- | -- | -- | -- | -- | -- | -- | -- | -- | -- | -- |
| Luogo     | T  | C | T | C | T | C | C | T | C | T  | C  | T  | C  | T  | C  | T  | C  | T  | C  | C  | T  | C  | T  | C  | T  | T  | C  | T  | C  | T  | C  | T  | C  | T  | C  | T  | C  | T  |
| Risultato | P  | V | V | V | V | V | V | P | V | V  | V  | V  | P  | P  | N  | V  | V  | V  | V  | V  | P  | N  | P  | V  | V  | P  | N  | N  | V  | V  | V  | V  | V  | V  | V  | V  | V  | V  |
| Posizione | 17 | 8 | 9 | 6 | 3 | 2 | 2 | 3 | 3 | 2  | 2  | 2  | 2  | 3  | 3  | 2  | 2  | 2  | 2  | 1  | 2  | 2  | 2  | 2  | 1  | 2  | 2  | 2  | 2  | 2  | 2  | 2  | 2  | 2  | 2  | 1  | 1  | 1  |

Legenda:

Luogo: C = Casa; T = Trasferta. Risultato: V = Vittoria; N = Pareggio; P = Sconfitta.

### Statistiche dei giocatori
!! colspan="4" | Totale

| Giocatore     | 3. Liga  | 3. Liga | 3. Liga     | 3. Liga    | Coppa di Germania C. Beck | Coppa di Germania C. Beck | Coppa di Germania C. Beck | Coppa di Germania C. Beck | 38       | 13   | 2           | 0          | 2 | 1 | 0 | 0 | 40 | 14 | 2 | 0 |
| Giocatore     | Presenze | Reti    | Ammonizioni | Espulsioni | Presenze                  | Reti                      | Ammonizioni               | Espulsioni                | Presenze | Reti | Ammonizioni | Espulsioni |   |   |   |   |    |    |   |   |
| A. Brunst     | 5        | 0       | 0           | 0          | 1                         | 0                         | 0                         | 0                         | 6        | 0    | 0           | 0          |   |   |   |   |    |    |   |   |
| N. Butzen     | 38       | 2       | 4           | 0          | 2                         | 0                         | 0                         | 0                         | 40       | 2    | 4           | 0          |   |   |   |   |    |    |   |   |
| T. Chahed     | 7        | 0       | 0           | 0          | 1                         | 0                         | 0                         | 0                         | 8        | 0    | 0           | 0          |   |   |   |   |    |    |   |   |
| M. Costly     | 13       | 2       | 1           | 0          | 0                         | 0                         | 0                         | 0                         | 13       | 2    | 1           | 0          |   |   |   |   |    |    |   |   |
| J. Düker      | 23       | 4       | 2           | 0          | 1                         | 0                         | 0                         | 0                         | 24       | 4    | 2           | 0          |   |   |   |   |    |    |   |   |
| D. Erdmann    | 27       | 1       | 9           | 0          | 2                         | 0                         | 1                         | 0                         | 29       | 1    | 10          | 0          |   |   |   |   |    |    |   |   |
| J. Glinker    | 32       | 0       | 1           | 0          | 0                         | 0                         | 0                         | 0                         | 32       | 0    | 1           | 0          |   |   |   |   |    |    |   |   |
| A. Hainault   | 13       | 2       | 3           | 0          | 0                         | 0                         | 0                         | 0                         | 13       | 2    | 3           | 0          |   |   |   |   |    |    |   |   |
| N. Hammann    | 31       | 2       | 3           | 0          | 2                         | 0                         | 0                         | 0                         | 33       | 2    | 3           | 0          |   |   |   |   |    |    |   |   |
| C. Handke     | 32       | 2       | 7           | 0          | 2                         | 0                         | 0                         | 0                         | 34       | 2    | 7           | 0          |   |   |   |   |    |    |   |   |
| L. Heynke     | 0        | 0       | 0           | 0          | 0                         | 0                         | 0                         | 0                         | 0        | 0    | 0           | 0          |   |   |   |   |    |    |   |   |
| C. Laprévotte | 6        | 1       | 1           | 0          | 0                         | 0                         | 0                         | 0                         | 6        | 1    | 1           | 0          |   |   |   |   |    |    |   |   |
| F. Lohkemper  | 17       | 5       | 2           | 0          | 2                         | 0                         | 0                         | 0                         | 19       | 5    | 2           | 0          |   |   |   |   |    |    |   |   |
| A. Ludwig     | 10       | 1       | 1           | 0          | 0                         | 0                         | 0                         | 0                         | 10       | 1    | 1           | 0          |   |   |   |   |    |    |   |   |
| G. Müller     | 3        | 0       | 0           | 0          | 0                         | 0                         | 0                         | 0                         | 3        | 0    | 0           | 0          |   |   |   |   |    |    |   |   |
| M. Niemeyer   | 23       | 6       | 1           | 0          | 2                         | 0                         | 0                         | 0                         | 25       | 6    | 1           | 0          |   |   |   |   |    |    |   |   |
| F. Pick       | 16       | 0       | 3           | 0          | 0                         | 0                         | 0                         | 0                         | 16       | 0    | 3           | 0          |   |   |   |   |    |    |   |   |
| B. Rother     | 32       | 2       | 12          | 0          | 2                         | 0                         | 0                         | 0                         | 34       | 2    | 12          | 0          |   |   |   |   |    |    |   |   |
| F. Schiller   | 17       | 0       | 2           | 0          | 1                         | 0                         | 0                         | 0                         | 18       | 0    | 2           | 0          |   |   |   |   |    |    |   |   |
| T. Schwede    | 26       | 6       | 3           | 0          | 1                         | 1                         | 0                         | 0                         | 27       | 7    | 3           | 0          |   |   |   |   |    |    |   |   |
| S. Schäfer    | 28       | 0       | 3           | 0          | 1                         | 0                         | 0                         | 0                         | 29       | 0    | 3           | 0          |   |   |   |   |    |    |   |   |
| M. Seidel     | 1        | 0       | 0           | 0          | 1                         | 0                         | 0                         | 0                         | 2        | 0    | 0           | 0          |   |   |   |   |    |    |   |   |
| M. Sowislo    | 30       | 1       | 5           | 0          | 2                         | 0                         | 1                         | 0                         | 32       | 1    | 6           | 0          |   |   |   |   |    |    |   |   |
| P. Türpitz    | 34       | 17      | 3           | 1          | 2                         | 0                         | 0                         | 0                         | 36       | 17   | 3           | 1          |   |   |   |   |    |    |   |   |
| R. Weil       | 29       | 3       | 4           | 0          | 1                         | 0                         | 0                         | 0                         | 30       | 3    | 4           | 0          |   |   |   |   |    |    |   |   |